# Strmilov
Strmilov (deutsch Tremles) ist eine Stadt  in Tschechien. Sie gehört zum Okres Jindřichův Hradec und liegt 15 km östlich von Jindřichův Hradec in 545 m ü. M. an der Grenze zwischen Böhmen und Mähren. Durch den Ort fließt der Hamerský potok.

## Geschichte

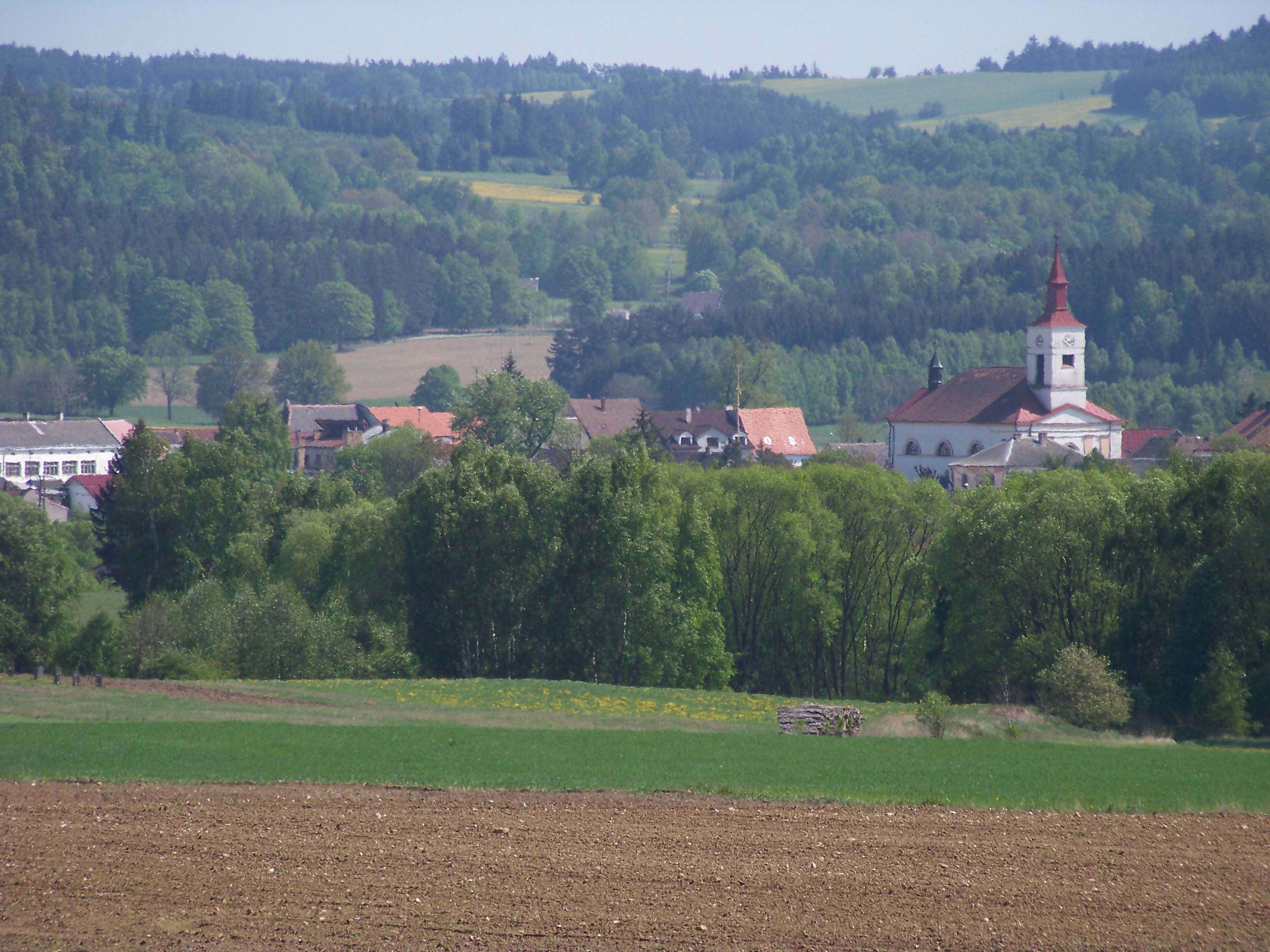
Strmilov, Ortsansicht

Die erste Erwähnung des Ortes stammt aus dem Jahre 1255.
Am 10. Oktober 2006 wurde Strmilov irrtümlich zum Městys erhoben. Am 17. Oktober wurde dieser Beschluss revidiert und Strmilov mit Wirkung vom 10. Oktober zur Stadt ernannt.

## Gemeindegliederung
Die Gemeinde Strmilov besteht aus den Ortsteilen   Česká Olešná (Böhmisch Woleschna), Leština (Leschtin), Malý Jeníkov (Kleinjenikau),   Palupín (Palupin) und Strmilov, die zugleich auch Katastralbezirke bilden.

## Partnergemeinde
- Trubschachen, Schweiz

## Sehenswürdigkeiten
- Schloss Česká Olešná
- Ruine Tumaperk auf dem Tůmův vrch bei Česká Olešná
- Schloss Palupín
- Kirche des hl. Wenzel in Palupín
- Kirche des hl. Ägidius in Strmilov
- Evangelische Kirche in Strmilov
- Webereimuseum Strmilov
- Unterirdische Gänge von Strmilov

## Söhne und Töchter der Gemeinde
- František Staněk (1867–1936), Politiker (Agrarpartei)